# 예브게니야 글루셴코
예브게니야 콘스탄티노브나 글루셴코(러시아어: Евге́ния Константи́новна Глушенко, 1952년 9월 4일 ~ )는 러시아의 배우이다.

## 출연 작품
- 리브 앤 리멤버 (2008)
- 오블로모프의 생애 (1979)
- 피아노를 위한 미완성 희곡 (1977)